# Guan Yu de Jingzhou
La estatua de Guan Yu era un gran monumento al general militar chino deificado Guan Yu que anteriormente estaba ubicado en Jingzhou, China. Su construcción comenzó en 2013, cuando su diseñador, Han Meilin, visitó Jingzhou en busca de inspiración y supervisó personalmente el diseño y la instalación de la estatua hasta su finalización en 2016. Mide 58 metros de altura, pesa 1.197 toneladas y está formada por unas 4.000 tiras de bronce.En 2019, era la trigésima estatua más grande del mundo.
Guan Yu fue representado vistiendo su túnica y capa tradicionales, mientras empuñaba su famoso guan dao conocido como «Hoja Creciente del Dragón Verde»,  123 toneladas de peso. La figura se encontraba sobre un pedestal de 10 metros, que asemeja a un antiguo buque de guerra chino. Dentro de la base hay un museo de 7.710 metros cuadrados y un santuario a Guan Yu.
El proyecto costó 1.500 millones de yuanes  y se inauguró oficialmente el 17 de junio de 2016, cuando se llevaron a cabo actividades como adoración, visita a ferias y oración a Guan Yu. Su diseñador Han Meilin estuvo presente en la ceremonia.

## Historia
Guan Yu fue un general militar chino que sirvió bajo el mando del señor de la guerra Liu Bei durante la última dinastía Han del Este. Su vida fue aclamada y sus logros glorificados hasta tal punto, que después de su muerte en 220, fue deificado durante la dinastía Sui. A lo largo de generaciones de narraciones, que culminaron en la novela histórica del siglo XIV Romance de los Tres Reinos, se ha dado un inmenso énfasis a sus hazañas y cualidades morales, lo que lo convierte a en uno de los paradigmas de lealtad y rectitud más populares del este de Asia. Todavía hoy se le venera como bodhisattva en la tradición budista y como deidad guardiana en la religión popular china y el taoísmo y también es muy estimado en el confucianismo.

## Reubicación
En septiembre de 2020, el Ministerio de Vivienda y Desarrollo Urbano-Rural criticó la estatua de Guan Yu como «vana y derrochadora», y que su imponente presencia en el horizonte «arruinó el carácter y la cultura de Jingzhou como ciudad histórica» y pidió una rectificación. Una investigación de la emisora estatal Televisión Central China Central reveló que los promotores del proyecto sólo tenían permiso para construir el pedestal de la estatua (el museo). Los desarrolladores, que trataron a la estatua como una obra de arte, afirmaron no saber que las estatuas de gran tamaño requerían sus propios procesos de planificación, ni sabían que el lugar donde se ubicaba en ese entonces tenía un límite de altura de 15 metros. Además, la tierra debajo de la estatua comenzó a hundirse bajo su peso.
En respuesta a la orden del gobierno central, los funcionarios de la ciudad de Jingzhou anunciaron en octubre que la estatua sería reubicada. La nueva ubicación estaría a 8 kilómetros de distancia, en Dianjiangtai, donde se dice que Guan Yu entrenó a sus tropas. El coste del traslado se estimó en 155 millones de yuanes.
La demolición de la estatua comenzó en septiembre de 2021 y se completó en la primera mitad de 2022. El museo cerró sus puertas al público y sin planes de reabrir en el corto plazo. La construcción de la estatua en su nuevo emplazamiento aún no había comenzado en abril de 2023.